# Cerfontaine (Norte)
Cerfontaine é uma comuna francesa na região administrativa de Altos da França, no departamento do Norte. Estende-se por uma área de 3.87 km². Em 2010 a comuna tinha 707 habitantes (densidade: 182,7 hab./km²).